# Sandra Gasserová
Sandra Gasserová (* 27. července 1962) je bývalá švýcarská atletka, běžkyně, která se věnovala středním tratím.

## Sportovní kariéra
Nejvíce úspěchů získala na evropských halových šampionátech v běhu na 1500 metrů – v roce 1984 skončila třetí, v roce 1987 zvítězila a v roce 1990 zkompletovala medailovou sbírku druhým místem.
Na mistrovství světa v roce 1987 doběhla v závodě na 1500 metrů třetí, po následném pozitivním dopingovém testu však byla diskvalifikována. Po dvouletém zákazu startů se vrátila do světové špičky. Na evropském šampionátu v roce 1990 i halovém mistrovství světa v roce 1993 získala bronzovou medaili v běhu na 1500 metrů.